# Pandanus pleiocephalus
Pandanus pleiocephalus är en enhjärtbladig växtart som beskrevs av Ugolino Martelli och Folke Fagerlind. Pandanus pleiocephalus ingår i släktet Pandanus och familjen Pandanaceae.
Artens utbredningsområde är Java. Inga underarter finns listade.